# Старобиккино
Староби́ккино (баш. Иҫке Биккенө) — село в Чекмагушевском районе Республики Башкортостан Российской Федерации. Входит в состав Калмашбашевского сельсовета.

## География

### Географическое положение
Расстояние до:
- районного центра (Чекмагуш): 16 км,
- центра сельсовета (Калмашбашево): 3 км,
- ближайшей ж/д станции (Буздяк): 52 км.

## История
В «Списке населенных мест по сведениям 1870 года», изданном в 1877 году, населённый пункт упомянут как деревня Старая Биккинина (Старая Биккина) 4-го стана Белебеевского уезда Уфимской губернии. Располагалась при речках Биккине и Килмашке, по левую сторону просёлочной дороги из Белебея в Бирск, в 115 верстах от уездного города Белебея и в 45 верстах от становой квартиры в деревне Курачева. В деревне, в 76 дворах жили 513 человек (263 мужчины и 250 женщин, татары, башкиры), была мечеть.

## Население
| 2002 | 2009 | 2010 |
| ---- | ---- | ---- |
| 269  | ↗271 | ↘236 |

Национальный состав
Согласно переписи 2002 года, преобладающие национальности —  башкиры (61 %), татары (39 %).